# ロイヤルナイツ (ボーカルグループ)
ロイヤルナイツ（Royal Knights）は、1959年に結成された男性4人の合唱団（コーラス・グループ）。ロイヤル・ナイツと表記されることもある。
ロシア民謡、ジャズ、ポピュラーソングまで幅広いレパートリーを持つ。
1978年に一度解散するが、1988年に再結成される。

## メンバー
- くすのせ 堅志（くすのせ けんじ）[3]トップテナー（初代）

上智大学卒業。東京コラリアーズを経ての参加。
- 舟田 均（ふなだ ひとし）セカンドテナー（初代）山下と交代後、編曲等のバックグラウンド勤務に回る。舟田勝は弟。東京芸術大学声楽科卒業。同大学在学中から二期会に所属、その後中心となりロイヤルナイツを結成する。[4][5]

- 舟田 勝（ふなだ まさる）バリトン（初代）

兄の均と同様、東京芸術大学声楽科卒業、二期会を経て参加。
- 佐々木 襄（ささき じょう、1937年11月16日 - 2015年7月22日）バス

本名・常田哲司。東京都大島町（伊豆大島）波浮出身。東京芸術大学声楽科卒業。結成以来最後まで残った唯一のメンバー。
- 松川 義昭（まつかわ よしあき、1941年10月3日-）トップテナー（2代目）

兵庫県神戸市出身、東京芸術大学声楽科卒業。東京混声合唱団を経て、1968年より、くすのせ堅志の後任トップテナーとして加入。
- 勝山 邦夫（かつやま くにお、1947年1月5日-）バリトン(2代目)→セカンドテナー（3代目)[7]

福岡県出身、東京コラリアーズを経て、1970年に舟田勝の後任バリトンとして加入。その後、山下と交代する形でセカンドテナーに移る。愛称は「チビ」。
加入前年の1969年、日本シャンソンコンクールに入賞している。
- 山下 健二（やました　けんじ、1937年9月17日 - 2024年5月26日[9]）セカンドテナー(2代目)→バリトン（3代目)[7]　ロシア語名 ニキータ山下（Никита Ямасита）とも呼ばれる。

「ノート:#山下健二の文章から」も参照
中国東北部(旧・滿洲國)ハルビン市出身。父親は日本人、母親はロシア人と中国人のハーフで本人はクオーター。戦後も1953年まで家族でハルビンにとどまり、 ロシア人の学校に通う。引揚後、日本の高校を経て、東京芸術大学声楽科卒業。NHK国際局ロシア語アナウンサーを経て、1966年、舟田均の後任セカンドテナーとして加入、ソ連公演には第1回より参加。勝山と交代する形でバリトンに移る。一度脱退するも、再結成時に復帰。NHKテレビ『ロシア語講座』には、1973年4月の放送開始時より1990年代末まで、ほぼ四半世紀にわたって出演した。1995年4月～2008年3月、母校・東京芸術大学講師として、ロシア声楽曲の指導に当たる。
東海大学名誉教授(ロシア語)の山下万里子は実妹。
- 牧野 俊浩（まきの としひろ、1947年1月8日-）バリトン（4代目)[7]

岡山県生まれ。京都府京都市に育つ。早稲田大学商学部卒業。二期会合唱団を経て、1975年より山下健二の後任バリトンとして加入。1978年に解散後も、フォルクローレグループ「ソルアモール」(1981-1993/4?)、男声ヴォーカルトリオ "HOTDOGS"（1995-2004/5?）のメンバーとして、その後はソロ歌手として音楽活動を続ける。また1990年代後半以降は音楽セラピストとしても活躍、「声みがき術」の講習会も数多く開いている。

## 代表曲（あるいはコーラスとして参加した楽曲）

### アニメソング
- ワンサカ ワンサくん（『ワンサくん』主題歌）
- ピンコラ音頭（『ワンサくん』副主題歌)
- 空手道おとこ道（『空手バカ一代』副主題歌）
- 愛する大地（『ゼロテスター』副主題歌）
- 地下要塞スーパー5（『ゼロテスター 地球を守れ!』副主題歌）
- 王者・侍ジャイアンツ（『侍ジャイアンツ』主題歌）
- ゆけ！バンババン（『侍ジャイアンツ』副主題歌）
- きかんしゃやえもん（メインボーカル：水木一郎、『きかんしゃやえもん D51の大冒険』主題歌）
- 頑張りのうた（『きかんしゃやえもん D51の大冒険』挿入歌）
- 母子シャチの歌（『柔道讃歌』副主題歌）
- それゆけガイコッツ（『タイムボカン』副主題歌）
- 進め!タイムパトロール隊（『タイムパトロール隊オタスケマン』挿入歌）
- 宇宙戦艦ヤマト（メインボーカル：ささきいさお、『宇宙戦艦ヤマトIII』主題歌）
- あいつの名前はレインボーマン（アニメ版『愛の戦士レインボーマン』副主題歌）

### 特撮ソング
- サンダーバードの歌（『サンダーバード』主題歌）
- ジャングル・プリンス（『ジャングルプリンス』主題歌）
- ライコウマーチ（『ダイヤモンド・アイ』副主題歌）
- 謎めく宇宙（『円盤戦争バンキッド』挿入歌）

### テレビドラマ
- 笑ってよいしょ（『笑ってよいしょ』主題歌）
- Gメン'75のテーマ（『Gメン'75』主題歌）
- 夢こそ人生（『ロマンス』主題歌)[18]

### 歌謡曲
- のぞみあらたに〜明治百年頌歌/これから100年（1968年）
- Bというスナック/コーヒーとマルティーニ（1970年)[19]
- 再会/ありがとう（2008年、FBCM-74）

### その他
- おへそ（1970年、NHK『あなたのメロディー』より。斉藤浩子の同名曲シングルのB面）
- うどんの唄（映画『うず潮』挿入歌。吉永小百合のシングル「瀬戸のうず潮」B面）
- 好きです かわさき 愛の街（川崎市制60周年記念曲）
- 仁・義・礼・智・忠・信・孝・悌（メインボーカル：坂本九、『新八犬伝』副主題歌）
- 鉄道唱歌
- 阪急ブレーブス応援歌（阪急ブレーブス応援歌）
- 阪急ブレーブス団歌（阪急ブレーブス応援歌）
- カッチャカッチャ阪急（阪急ブレーブス応援歌）
- 燃えよ!!ドラゴンズ`77（中日ドラゴンズ応援歌）
- ドラゴンズ賛歌（中日ドラゴンズ応援歌）
- キッチンバンド（1973年、ひらけ!ポンキッキ。CXP-10）
- 仮面ハッテナー（1973年、ひらけ!ポンキッキ。LP『ひらけ!ポンキッキ』E-1012）
- まんまる地球（1973年、ひらけ!ポンキッキ。LP『ひらけ!ポンキッキ』E-1012）
- どうぶつのうた（1973年、ひらけ!ポンキッキ。LP『ひらけ!ポンキッキ』E-1012）
- 宇宙船地球号のマーチ（1974年、ひらけ!ポンキッキ。LP『ひらけ!ポンキッキ Vol.2』E-1014）
- 上と下のうた（1974年、ひらけ!ポンキッキ。LP『ひらけ!ポンキッキ Vol.2』E-1014）
- うたのどうぶつえん（1974年、ひらけ!ポンキッキ。LP『ひらけ!ポンキッキ Vol.2』E-1014）
- いちばんロック（1976年、ひらけ!ポンキッキ。LP『およげ!たいやきくん』E-1025）
- コロちゃんの大旅行（1976年、ひらけ!ポンキッキ。LP『およげ!たいやきくん』E-1025）
- 知恵の船のマーチ（1976年、ひらけ!ポンキッキ。LP『ひらけ!ポンキッキ ホネホネロック パタパタママ』AP-4001）
- ぼくらのまち（1976年、ひらけ!ポンキッキ。LP『ひらけ!ポンキッキ ホネホネロック パタパタママ』AP-4001）
- ポ・ポ・ポ・ポ・ポポポ・ポ・ポンキッキ（1976年、ひらけ!ポンキッキ。LP『ひらけ!ポンキッキより ハッスルばあちゃん〜未来へつづくポンキッキ』AP-4002）
- 上越市民の歌（1977年）
- コンニチハのうた（1978年、ひらけ!ポンキッキ。カセット『ひらけ!ポンキッキ ことばとかず どき にこっ じ〜ん/おしゃべりおんがくかい』）
- 出逢いのヤマザワ（1974年、ヤマザワCMソング）
- 寿屋社歌
- 青年日本の歌

## ソ連・東欧公演、および豊富な現地録音
ロイヤルナイツの海外演奏旅行は、ソ連公演に限定すると7回、ソ連・東欧公演として数えると8回となる。1回のソ連公演では、約2ヶ月かけて、ほぼ全土を回る。
コンサートの全合計回数は、350回説から500回説までかなり幅があるが、今日(21世紀)の日本では、500回説が主流のようである。また歳月と共に、それが7回(ソ連のみ)の合計か、それとも8回(ソ連と東欧)かという区別も、曖昧に語られることが多くなっている。
ソ連公演は、1966,1967,1968,1970,1972,1975,1978年の計7回。東欧公演(ルーマニア→ハンガリー→ユーゴスラビア)は、1968年、第3回訪ソに先立って約1ヶ月間行われた。
バンドのピアニストは、1966年・68年が菅野光亮、1967年・70年・72年・78年が結城久。
同行・共演した歌手は、1966年が須美杏子、1967年(第2回）が舟田由子(ゆうこ)（舟田勝の妻、声楽家)、1968年が早川令子、1970年が大庭照子、1972年が泉麗子・長沢澄子、1975・78年が滝むつみ。
ソ連公演に先立ち、山下は他のメンバーのロシア語を特訓し、発音を現地の聴衆に通用するレベルにまで鍛え上げた。加えて、山下自身も、並み居る現地有名歌手を悉く凌駕するほどの卓越した歌唱力の持ち主であったことから、最初のソ連演奏旅行で、ロイヤルナイツは一気にスターダムにのし上がることになる。想定外の人気沸騰により、第1回訪ソでは各都市で追加公演が次々と為され、最初のレコーディングも行われた。
この人気爆発のゆえに、以降、ロイヤルナイツは毎年のようにソ連に招聘されることになり、レコーディングの機会も更に与えられることになった。
当時のソ連国営レコード会社のレーベル「メロディア」から、さまざまなEP・LPが出されている(詳細は次章参照)。枚数も多く売れたので、今日の旧ソ連地域にも多数現存すると考えられ、YouTubeにも盛んに投稿されている。
ステージではロシア民謡・ソ連歌謡がふんだんに歌われたが、メロディアの収録曲は、当時流行の日本の歌謡曲が中心であった。歌詞は、大半が日本語のまま歌われたが、『明日があるさ』(露訳題 У нас есть завтра、収録1966年)や、『涙の日曜日』(露訳題 Я иду искать тебя、収録1970年)のように、日本語歌詞と露訳された歌詞を交互に歌った例もある。
歳月と共に忘れられ、検索が著しく困難となった曲もある一方で、『ウナ・セラ・ディ東京』(露訳題 Вечерний Токио、収録1968年)の如く、日本歌謡史上に残る名曲も少なからず存在する。レコード・ジャケット共に印刷がすべてロシア語であるため、日本ではこの録音群の存在すらほとんど知られていないが、演奏レベルは極めて高く、今後の再評価が大いに待たれるところである。
「メロディア」のロイヤルナイツのレコードの作曲者名・作詞者名には誤植（ミスプリ）が多いので、注意が必要である。
また、レコード以外にも、放送番組収録、コンサート会場のフィルム撮影などにより記録された優れた歌は相当数あると考えられ、それはYouTube投稿からもうかがい知れる。

(以下、参加メンバーは、トップテナー‐セカンドテナー‐バリトン‐バスの順)

### 第1回ソ連公演　（くすのせ‐山下‐舟田(勝)‐佐々木）
1966年。11月26日に横浜港をナホトカに向け出発(バイカル号)。12月1日のキエフ公演[6日間。スポーツ宮殿(1万2千人収容)]を振り出しに、レニングラード[12月8日～、5日間(文化宮殿)＋追加公演2日間(レニングラード音楽院(コンセルヴァトール)ホール)]、モスクワ(12月16日～、国立バラエティ劇場。＋追加公演2日間)、タシケント(予定「6日間で6公演」→実際「6日間で11公演」)、ノボシビルスク(予定「5日間で5公演」→実際「5日間で10公演」)、ハバロフスクで公演。帰国は翌年1月。当初は、全日程48日間、うち公演日は1日1回ペースで34公演の予定だったが、先方の要請により追加公演が次々と為された結果、正味39日間の公演日で48回の公演をこなすことになった。観客動員数は、推定延べ20万人弱。
最初の追加公演が為されたレニングラードでは、キエフ公演の評判が一行よりも先に口コミで伝わり、一行が到着する頃には既に追加公演が決定され切符も売れている、という段取りであった。またタシケントでは、4月26日のタシケント地震からわずか8ヶ月しか経っておらず、市民慰労のための追加公演がとりわけ強く求められた。
舟田均も団長として同行している。

### 第2回ソ連公演　（くすのせ‐山下‐舟田(勝)‐佐々木）
1967年。9月29日に横浜港をナホトカに向け出発(オルジョニキーゼ号)、10月3日のレニングラード公演を振り出しに、ミンスク(初訪問)、ハリコフ(初訪問)、キエフ、モスクワ[11月29日～、5日間(首都最大のバレエ劇場「エストラーダ」)]など、計7都市で約50回の公演。日程は12月9日まで。

### 東欧公演→第3回ソ連公演　（松川‐山下‐舟田(勝)‐佐々木）
1968年。当初発表の予定は「5月25日に横浜港を出港(バイカル号)、28日にモスクワに到着し「ジャパン・デー」(5月25-28日)に参加。5月29日-6月9日ルーマニア（ブカレストほか)、6月10日-19日ハンガリー（ブダペスト)、6月20日-25日ユーゴスラビア（ベオグラード)、6月26日-8月中旬ソ連各地」。
実際には、早目に5月16日に出発し、ナホトカの水産見本市(大洋漁業・安宅産業共催)で、安宅がホテル代りにチャーターしてナホトカ港に停泊させていた客船「トルクメニア号」に暫く滞在してパーティーなどで歌い、それからコンサートツアーに入った。東欧公演は、5月28日からルーマニア（ブカレスト「コングレス・ザール」＝コングレス・ホール、3千人収容)・7回→ハンガリー（ブダペスト「キス・スタジアム」、3万人収容)・3回→ユーゴスラビア（ベオグラード、ティバート)。初訪問の3国でもロイヤルの歌は絶賛された。国境西から再びソ連入りし、ソチ、ヤルタ、オデッサ、エレバン、モスクワなど各地で公演。
東欧公演は、最初約20回の予定だったが、実際には16回となった。ソ連公演は当初32回の予定だったが44回にふえたため、8月15日までの予定だった日程も大幅に後にずれ込み、帰国は9月となった。
また、最初はチェコスロヴァキア、ポーランド、東ドイツも公演候補地に入っていたが、政情不安を理由に取りやめとなった。
- 第3回ソ連公演中、現地でゲスト出演したラジオ番組が、21世紀のYouTube上にアップされていた。『ムズィカーリヌィ・グローブス』(Музыкальный Глобус)の第49回、司会の男性アナウンサーはヴィクトル・タタールスキー(ロシア語版、英語版)。舟田均の日本語、山下健二のロシア語による挨拶が入っている。内容から、1968年夏にモスクワで収録されたものであることがわかる。また、ソ連入りして約1ヶ月半以上、とロシア語で紹介されていることから、モスクワが日程終盤に組まれていたことがわかる。また、今回の公演では、ソ連の歌から新たに『チェレムシーナの花』(Черемшина、ウクライナ民謡)と『優しさ』(Нежность、パフムトワ(Пахмутова)作曲)をレパートリーに加えていたことが語られる。番組中の歌は、「枯れ木の下で」(日本語)、ロシア民謡『夕べの鐘』(Вечерний звон)(ロシア語)、ソ連歌謡Будь со мной(『我と共に留まれ』、ババジャニャン(Бабаджанян)作曲)(1番がロシア語、2番が日本語)、『今夜は踊ろう』(日本語)の計4曲。

### 第4回ソ連公演　（松川‐山下‐勝山‐佐々木）
1970年。2月4日横浜港を出港、約2ヶ月間。2月8日のモスクワ公演(エストラーダ劇場、5回)を皮切りに、ヘルソン(繊維科学会館、3回)、オデッサ、ポルタワ(ポルタワ・コンサートホール、3回)、ハリコフ(ハリコフ文化会館、5回)、チェルニゴフ、キエフ(スポーツ宮殿、4回)、レニングラードなど11ヶ所、各地では3‐5回の公演。
モスクワ公演は、ツアー序盤と終盤の二つの日程が組まれ、4月3日にさよならコンサート、4月4日にはクレムリン宮殿で政府高官・各国駐ソ大使を招待した特別コンサートが開かれた。また序盤の2月10日のコンサートはモスクワTVにより一時間番組に収録されて14日に全ソに放送され、そのテレビ・フィルムは同年の大阪万博のソ連館にも送られ紹介されることになった。
観客動員数は、モスクワ・1万3百人、ヘルソン・6千人、ポルタワ・5千1百人、ハリコフ・2万1千人、キエフ・4万2千人など。

### 第5回ソ連公演　（松川‐勝山‐山下‐佐々木）
1972年4月～5月。4月7日にハバロフスク着、当地での全7回の公演を振り出しに、ケメロヴォ(初訪問)→ノボシビルスク→カザン(初訪問)→ミンスク→ビリニュス→リガ→オデッサ→ソチ→モスクワと回る。
- 『鶴』(Журавли)の作曲家ヤン・フレンケリ(Ян Френкель)との出会い

モスクワ中央文化人会館は、ロイヤルナイツがこの街を訪れるたびに招かれ、地元芸術家たちとの交流を重ねて来た場所である。1972年、5回目のソ連演奏旅行では、5月23日、ソチから空路モスクワに到着したその晩、早速ここでソ連文化人のためのスペシャル・コンサートが開かれた。第一部が地元芸術家たちによる歌や踊り、楽器演奏、パントマイムなどの披露、第二部がロイヤルナイツのステージである。
ロイヤルナイツの演奏がすべて終わり、まだ感動の余韻も醒めやらぬ中、一人の大柄な紳士が舞台に上って来た。少し猫背で、口元には髭をたくわえている。
「自分の曲を外国人がこれほど素晴らしく歌ってくれたのは初めてだ。ありがとう、．．．ありがとう、．．．ありがとう、．．．．．．」
この紳士こそが、ソ連ポピュラー音楽界で最も有名な作曲家の一人、ヤン・フレンケリであった。今回の公演で、ロイヤルナイツは彼の作品『ロシアの草原』(Русское поле) をプログラムに組んでいたのである。
ロイヤルナイツも、早くから彼の『八月』(Август)をレパートリーに加えるなどしており、これだけ美しい旋律を書ける作曲家に是非会ってみたい、とかねてから思っていただけに、この初めての出会いの瞬間は天にも昇るほど感動的であった。
コンサート後のパーティー会場には、『カチューシャ』の作曲家ブランテルや、『モスクワ郊外の夕べ』の作曲家ソロヴィヨフ＝セドイらもいた。現地の有名歌手たちがお返しに歌ってくれたりして、賑やかなパーティーが一段落したところで、フレンケリがピアノに向かい、幾つかの自作の曲の弾き語りを始めた。ロイヤルナイツの一行が初めて耳にする歌も少なくなかったが、中でもとりわけ印象の強い、その場の一同が別世界の力に打たれたようにうっとりと聴き入っている曲が一つあった。それを歌い終えるとフレンケリは、
「あなた方の『ロシアの草原』(Русское поле)は素晴らしかった。だから、この曲は、是非あなた方にプレゼントしたい」
と、直筆の譜面を上着のポケットから出し、ロイヤルナイツに手渡した。
これが、名曲『鶴』(Журавли)とロイヤルナイツとの出会いである。が、この時の譜面は書き上げられたばかりで、まだ歌詞さえも記入されてはいなかった。
爾来、ロイヤルナイツは、この曲を40年以上に亘り歌い続ける。
- 帰国後の翌1973年4-5月、NHKテレビの新番組『ロシア語講座』の最初の「今月の歌」として、山下は『鶴』をロシア語で歌った。それは、日本人視聴者のみならず、在日ソ連人の間でも大変な反響を呼び、テレビの前で歌詩を書き取る人が続出する。

同年9月25日に、日本放送出版協会より上梓された『NHKロシア語《歌と詩》カセットテープ』(著者は、対訳と解説を担当した「藤沼貴・佐藤純一」となっている)では、詩の朗読はアンナ・ニコラーエヴナ・シャチーロヴァが、歌はロイヤルナイツが担当し、革命前のロシア民謡から戦後ソ連歌謡まで幅広い選曲が為され、『鶴』(Журавли)・『ロシアの草原』(Русское поле)・『八月』(Август)を含む全12曲が収録された。但しこの時は情報不足で、『鶴』の作詩者は「ユダヤ系女流詩人ゴッフ(Гофф)」と誤記されている。
また当時は、NHKのラジオ講座(当時の番組名は『ロシア語入門』)の応用篇(金・土、各20分)にも「今月の歌」のコーナーがあり、1973年度(1973年4月～1974年3月)はロイヤルナイツが担当したが、1973年9月に『鶴』が歌われている。

### 第6回ソ連公演　（松川‐勝山‐山下‐佐々木）
1975年。1月を含む。
この時モスクワ・オスタンキノテレビで収録された画像が、旧ソ連ゴステレラジオフォンド(Советские телевидение. ГОСТЕЛЕРАДИОФОНД России)の公式チャンネルを通じて、YouTube上にアップされている(公開2019年8月1日)。曲は全部日本語歌詞の『恋のバカンス』(Каникулы любви)。

### 第7回ソ連公演　（松川‐勝山‐牧野‐佐々木）
1978年。6月末から約1ヶ月間、ハバロフスク、ノボシビルスク、フルンゼ、タシケント、ソチ、クラスノダール、レニングラードなどを回り、モスクワ公演(国立中央コンサートホール)が最終日程。米国のポップス、ロシア・ソ連の歌、日本の歌、フランスのシャンソンなどが歌われたが、中でも日本語で歌われた日本の歌謡曲がとりわけ新鮮な感動を呼んだ。全43回公演。8月3日に現地解散。

## ソ連現地録音曲の露訳タイトル‐原タイトル対照表（ディスク番号含む）
- レーベルは、「メロディア」（ソ連国営レコード会社）である。訪ソメンバーは、トップテナー‐セカンドテナー‐バリトン‐バスの順。
- 特に断りのない限り、日本の歌は日本語で、アメリカン・スタンダードは英語で歌われている。
- 露訳タイトル直後のカッコ内はロシア語からの直訳である。原タイトル不明なもの、および原タイトルと露訳タイトルとの間で意味やニュアンスに差異があるもののみ記入してある。
- 原タイトル不明のもので、日本の歌と思われるものは『　』という空欄、米欧の歌と思われるものは何もない空欄にしてある。
- 歌詞の流れから、原タイトルはほぼ正確に推測できるが、正規のタイトルおよび作者が未確認のものは、「　」? と表記してある。

1966年 　（くすのせ‐山下‐舟田(勝)‐佐々木）　11月下旬に船で日本を発ち、公演は12月～翌年1月にかけて行われる。
- SP (78rpm) (46479-80)　　(発売は翌1967年)

Мистер бейсман　　 …Mr.Bass Man
Холодное утро　　　…『寒い朝』
- EP (33Д00019329-30)　　(発売は翌1967年)

У нас есть завтра　　…『明日があるさ』 日・露
Тень(影)　　　　　　  …『翳』(かげ)
菅野光亮作曲によるクラリネット独奏曲。
Мистер бейсман　　　  …Mr.Bass Man
Красная роза(赤い薔薇) …『赤いつるばら』(作曲・平尾昌晃、作詞・水島哲)
須美杏子のソロ。
1967年 　（くすのせ‐山下‐舟田(勝)‐佐々木）　9月下旬に日本を発ち、10月～11月を中心に12月初旬まで。
- EP (33ГД000847-8)　　(発売は翌1968年)

Будем танцевать(踊り続けよう) 　…『今夜は踊ろう』
Садилось солнце　　 …『沈む太陽』(作曲・鈴木淳)
Мэдисон любви(恋のマディソンダンス) …『　』
В дальний путь(遠い道を) 　…『　』
1968年 　（松川‐山下‐舟田(勝)‐佐々木）　モスクワの「ジャパン・デー」に1日参加してのち、約1ヶ月間の東欧公演(ルーマニア→ハンガリー→ユーゴスラビア)を5月下旬～6月下旬にかけて行う。再び国境西からソ連入りし、8月下旬(帰国は9月)まで約2ヶ月間の公演。　
- EP (33ГД0001187-88)

Холодный ветер(冷たい風)  …『風が泣いている』
Голубой замок　　…『ブルー・シャトウ』　
Синее небо(青い空)  …『あの空の青さ』(作曲・白井幹也、作詩・檀 寛)
Вечерний Токио(黄昏の東京) …『ウナ・セラ・ディ東京』
- LP (Д23631-2)

Синее небо(青い空)　　…『あの空の青さ』(作曲・白井幹也、作詩・檀 寛)
Будем танцевать(踊り続けよう) …『今夜は踊ろう』
Будь со мной
これは、このアルバムには珍しい、当時流行ののソ連歌謡である。作曲はババジャニャン(Бабаджанян)。タイトル直訳は「我と共に留まれ」(Stay With Me)。「行かないで」という意訳も可能だが、ロシア語の原タイトルとは微妙に違ったニュアンスとなる。1番がロシア語、2番が日本語。
У нас есть завтра　　…『明日があるさ』 日・露
Македонское лето(マケドニアの夏) …
Холодный ветер(冷たい風)　　 …『風が泣いている』
Мистер бейсман　　…Mr.Bass Man
Чистые косточки(ドライ・ボーンズ?) …
Ночные звезды(夜空の星々)　…『　』
Голубой замок　　…『ブルー・シャトウ』
1970年 　（松川‐山下‐勝山‐佐々木）　2月～3月を中心に4月初旬まで。
- EP (ГД0002083-4)

Я иду искать тебя(君を探して) …『涙の日曜日』 日・露
Весенний цветок(春の花)　 …「木瓜(ぼけ)の花」?
Лев спит ночью　　　…The Lion Sleeps Tonight
Маленькое кафе(小さなカフェ) …『』 下のLPの解説参照。
- LP (33Д028407-08)

1.Погоня за счастьем(幸せを求めて) …『涙をこえて』
　　ロイヤルナイツと大庭照子の共演。
2.Белые качели　　…『白いブランコ』
3.Рай й ад　　…「天国と地獄」?
4.Воспоминание(思い出) …『　』
　　大庭照子のソロ。
6.Шуточная детская песенка(子供の戯れ歌) …『おへそ』
8.Я иду искать тебя(君を探して)　…『涙の日曜日』 日・露
9.За синим небом(青空を探しに)   …『青空のゆくえ』
10.Весенний цветок(春の花)　　…「木瓜(ぼけ)の花」?
11.Лев спит ночью　 …The Lion Sleeps Tonight
12.Билет в 50 центов …「50セントの切符」?
このアルバムでは、5.Кофе и вино(コーヒーとワイン)をかけると『Bというスナック』が、7.Маленькое кафе(小さなカフェ)をかけると『コーヒーとマルティーニ』が出てくる。入れ替わりである。
1972年 　（松川‐勝山‐山下‐佐々木）　4月～5月。
- EP (ГД0003069-70)

Сон Наоми　　…『ナオミの夢』 厳密にはイスラエルの曲だが、日本語版が大ヒットした。
Чудо в любви　…『愛の奇跡』
Разбитая любовь(壊れた恋) …『悪魔がにくい』
До новых встреч　…『また逢う日まで』
- また、1972年または1975年に「ソ連歌謡を日本語訳詞で歌う」という企画のレコードの現地録音が為された可能性がある(YouTubeにそれらしい投稿がかなり見られる)が、ディスク番号などの全貌は不明(2020年11月現在)。

1978年 　（松川‐勝山‐牧野‐佐々木）　6月末～8月初。1978年の現地録音では、EPは同年内に発売されたが、LPは翌1979年に発売された。重版によるものは、表示が1980年となっている。
- EP (Г62-06991-2)

Я верю в музыку …I Believe in Music
Джомболая　 …Jambalaya
Прощай, юность …『さらば青春』
Зимняя гроза　 …『冬の稲妻』
- LP (С60-11687-88)　　(発売は翌1979年)

Я верю в музыку …I Believe in Music
Чувства　 …Feelings
Рабочая песня …Work Song
Джомболая  …Jambalaya
Я не могу дать ничего, кроме моей любви …I Can't Give You Anything But Love
Прощай, юность　 …『さらば青春』
Цветок цикламенов(シクラメンの花) …『シクラメンのかほり』
Фейерверки(花火) …「線香花火」? (作曲・松川義昭)
Пойми меня　　…『わかって下さい』
Кэ сера　　…『ケ・サラ』 イタリア曲、日本語訳詞は岩谷時子。

## エピソード

### 小保方淳の謎
デューク・エイセスの元メンバー・小保方淳は、デューク側の証言によると「ロイヤル・ナイツからデューク・エイセスに移って来た」とされている。が、ロイヤルナイツ側の記録には、小保方の名前は一切登場しない。

### 「ソフィアの歌」とロイヤルナイツ
『ノート:新旧「ソフィアの歌」』を参照